# Германско-эстонские отношения
Германско-эстонские отношения — двусторонние дипломатические отношения между Эстонией и Германией. Германия признала независимость Эстонии 9 июля 1921 года. Страны возобновили дипломатические отношения 28 августа 1991 года. После этого в Бонне и Таллине были вновь открыты соответствующие посольства. В феврале 1999 года Германия открыла свое новое здание посольства в Таллине. Историческое здание посольства Эстонии в Берлине вновь открыло свои двери на торжественной церемонии, на которой присутствовал президент Леннарт Мери 27 сентября 2001 года. Также Эстония имеет почетных консулов в Гамбурге, Людвигсбурге, Грасбрунне под Мюнхеном, Дюссельдорфе и Киле. Обе страны являются членами Европейского Союза, НАТО и Совета государств Балтийского моря.

## История
Поскольку в средние века территории нынешней Эстонии принадлежали к территории Тевтонского ордена, балтийские немцы играли важную роль в эстонском обществе.

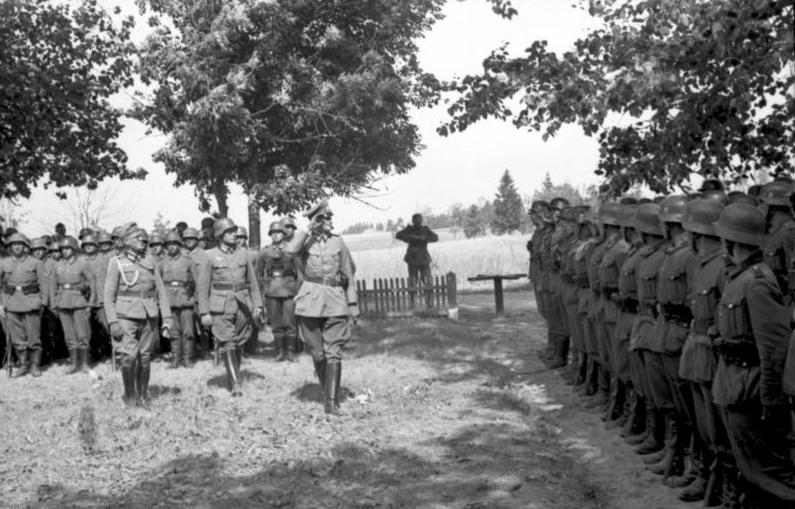
Немецкие войска оккупируют Эстонию, август 1941 года

С 1802 по 1893 год Тартуский университет был высшим учебным заведением с немецким языком обучения — более 50 процентов профессоров были «рейхсдойче» («немцами Рейха»), а ещё 40 процентов — прибалтийскими немцами.

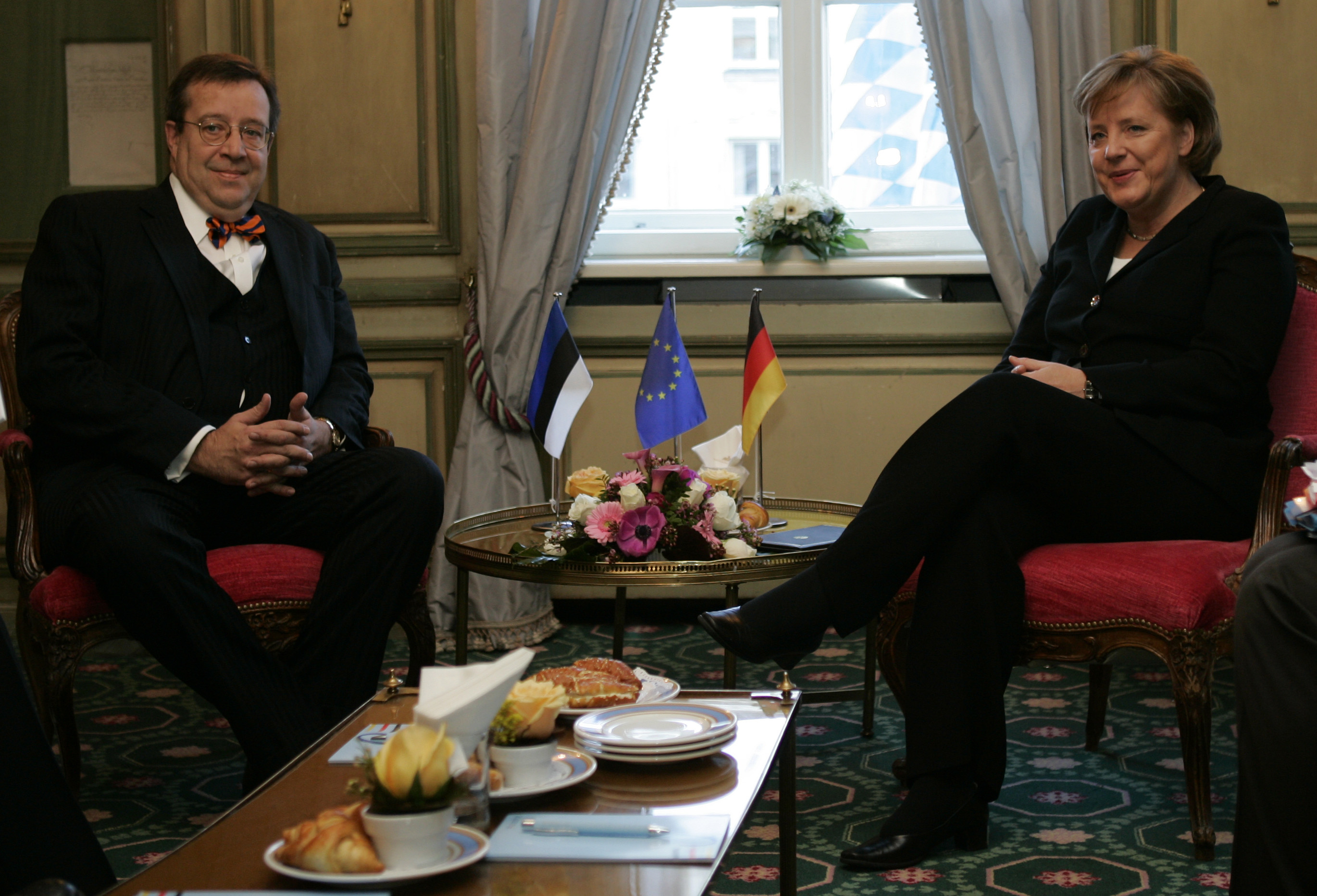
Президент Эстонии Тоомас Хендрик Ильвес с канцлером Германии Ангелой Меркель на 43-й Мюнхенской конференции по безопасности в 2007 году.

В конце Первой мировой войны (в феврале 1918 года) Эстония, ставшая русской в 1710 году, была оккупирована немецкими войсками. Впоследствии эстонцам удалось отстоять свою независимость в ходе Освободительной войны (1918—1920 гг.) против Советской России и Прибалтийского ландесвера, находившейся под немецким командованием. Балтийский немецкий полк сражался на стороне эстонцев. В 1921 году Германия признала независимость Эстонии, и две страны установили дипломатические отношения. В 1939 году Третий Рейх заключил с Эстонией договор о ненападении. В октябре 1939 года прибалтийские немцы были насильно переселены в Вартегау. В соответствии с пактом Молотова — Риббентропа, Эстония была включена в зону интересов СССР. 16 июня 1940 года советское правительство предъявило Эстонии ультиматум, а затем оккупировало и аннексировало ее. Новые правители преследовали и убивали или депортировали большую часть эстонской элиты. После вторжения Германии в Советский Союз, Эстония была оккупирована немецкими войсками в августе 1941 года. Оккупация продолжалась до октября 1944 года. Когда немецкие войска отступили, страна была вновь включена в состав Советского Союза и под названием Эстонская ССР. В 1991 году Эстония провозгласила свою независимость.
Через восемь дней после провозглашения независимости Эстонии Германия возобновила дипломатические отношения с Эстонией. В то же время страна интегрирована в европейские структуры, а отношения с партнером по ЕС Германией носят дружественный характер.

## Дипломатические отношения
Немецко-балтийская парламентская группа поддерживает отношения между Бундестагом и Рийгикогу. Председателем в 18-м законодательном периоде является Алоис Карл (ХДС/ХСС). Заместителями председателя являются Рене Рёспель (СДПГ), Аксель Троост (Die Linke) и Константин фон Нотц (Союз 90/Зелёные).